# パシフィック231 (オネゲル)
『パシフィック231』（英語：Pacific 231 - 原題もフランス語ではなく英語）は、アルテュール・オネゲルが1923年に作曲した管弦楽曲。指揮者のエルネスト・アンセルメに献呈された。オネゲルの代表作の1つとされている。

## 概要

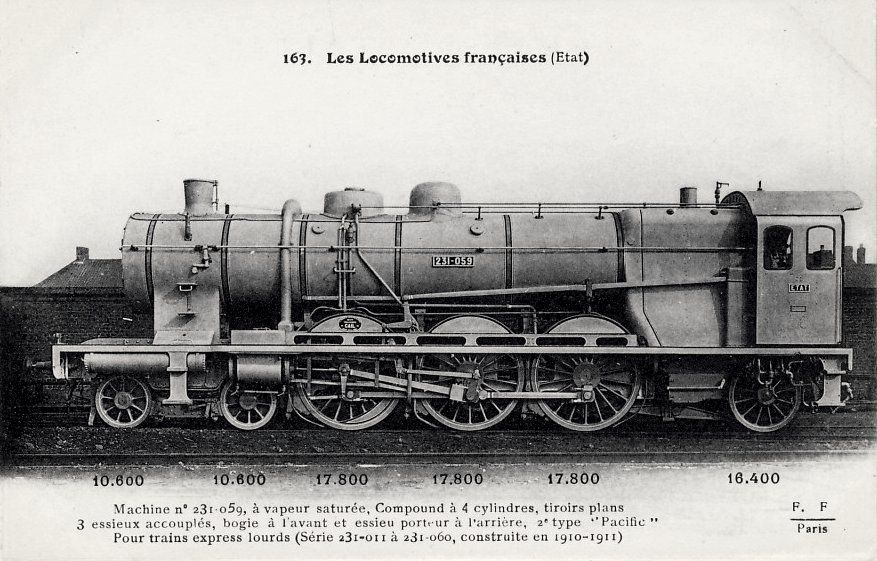
同時代のフランス国鉄の蒸気機関車。前方（左）より車輪が2-3-1と並んでいるのが確認できる。

タイトルの『パシフィック231』は、蒸気機関車の車軸配置をあらわしている。フランス式で "231" と表現される車軸配置はいわゆる「車輪配置 4-6-2」、アメリカ式の俗語では「パシフィック（"Pacific"）」という呼称が与えられているもので、先軸、動輪、後軸の軸数が順に2-3-1（つまり車輪の数は順に4-6-2となる）のものである。従って "231" の日本語での読み方は「にひゃくさんじゅういち」ではなく、「に・さん・いち」である。「パシフィック」「231」それぞれが同じ意味を持つのであるが、オネゲルはなぜか同義の単語を繋いで曲のタイトルにしている。
世界各地で製造された複数の形式の蒸気機関車が当該の車軸配置であり、この題名だけでは形式を特定することはできない。ゆえに「パシフィック社製231型蒸気機関車が徐々に動き出し」などといった記述が演奏会の冊子に掲載されることがあるが、当然ながら「パシフィック社製231型」と決めてかかることは完全に誤りである。
なお、出版されているスコア（サラベール社 Salabert ）の第1ページには、PACIFIC  ( 231 )  Mouvement Symphonique と、 "231" が括弧書きになったタイトルが記されているが、 "パシフィック231" のようにつなげて標記されるのが一般的である。
オネゲルの機関車好きはつとに知られたところであり、「私は常に蒸気機関車を熱愛してきた。私にとって機関車は生き物なのであり、他人が女や馬を愛するように、私は機関車を愛するのだ」と語ったことでも有名である。

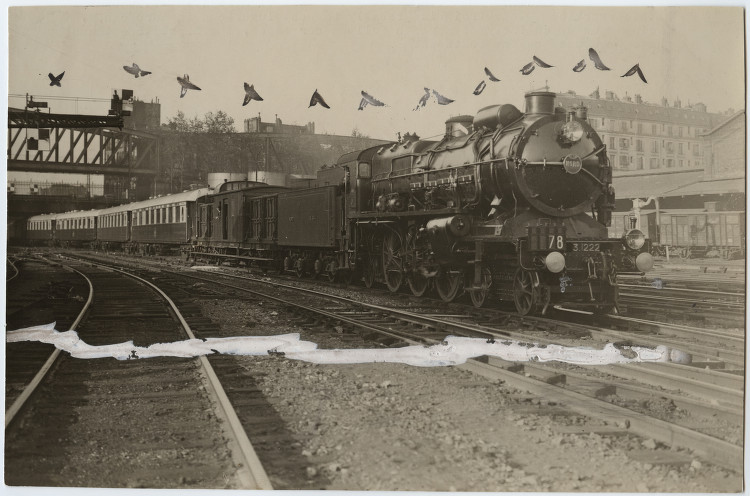
作曲前年、1922年のフランス国鉄の蒸気機関車。

スコアでは、「300tもの重量を持つ蒸気機関車がゆっくりと動き出し、加速してフルスピードになり、また停車する様子を表している」と解説されているが、オネゲル自身は描写音楽的な解釈を否定しており、当初は単に『交響的断章（仏語：Mouvement Symphonique）』として作曲したが、脱稿後に、「ロマンチックな考えが頭に浮かんだので、『パシフィック231』のタイトルを与えた。」と述べている。
ちなみにオネゲルの「交響的断章」（「交響的運動」とも訳される）は全部で3つあり、『パシフィック231』が「第1番」、『ラグビー』が「第2番」（1928年）、無題でヴィルヘルム・フルトヴェングラーに献呈された作品が「第3番」（1933年）である。

## 初演
1924年5月8日　セルゲイ・クーセヴィツキー指揮　パリ・オペラ座管弦楽団

## 楽器編成
標準的な3管編成であるが、ティンパニは用いられていない。
- ピッコロ
- フルート2
- オーボエ2
- コーラングレ
- クラリネット（B管）2
- バスクラリネット
- ファゴット2
- コントラファゴット
- ホルン4
- トランペット（C管）3
- トロンボーン3
- テューバ
- テナードラム（Caisse roulante）
- サスペンデッド・シンバル
- バスドラム
- 銅鑼
- 弦五部

## 構成
オネゲル自身は、この曲を「一種のコラール変奏曲の形式」で作曲したと語っている。
序奏
Modéré　2/2拍子、二分音符＝60
11小節の短い序奏。弦のハーモニクスやトレモロ、シンバルのロールがppの持続的な音響を作る中、チューバの上行音形に導かれて主部が始まる。
主部
Rythmique　　2/2拍子（部分的に6/4拍子）→4/4拍子
二分音符＝80にテンポアップし「運動」が始まる。
ここから曲のテンポは「四分音符＝（160 ）→152 →144 →138 →132 →126 」と、段階的に落ちていく。つまり、音楽自体はゆっくりになっていくのだが、楽譜のリズムは逆に細かくなっていくため、聴いている者には音楽が加速しているように感じられるようになっている。この仕掛けこそが作曲者の意図なのである。
なお、この曲には rit. や accel. など、加速や減速を示す指示は一切使われていない。

## エピソード
1931年にソ連アニメーションの祖ともいうべきミハイル・ツェハノフスキー（Mikhail Tsekhanovsky）が、この曲に基づく短編映画を制作している。
1949年にフランスの映画作家ジャン・ミトリが、この曲に基づく短編映画『パシフィック231』を作成した。
冨田勲によるシンセサイザー編曲が、アルバム『宇宙幻想』に収録されている。